# Crocothemis servilia
Crocothemis servilia är en trollsländeart. Crocothemis servilia ingår i släktet Crocothemis och familjen segeltrollsländor. IUCN kategoriserar arten globalt som livskraftig.

## Underarter
Arten delas in i följande underarter:
- C. s. mariannae
- C. s. servilia

## Bildgalleri

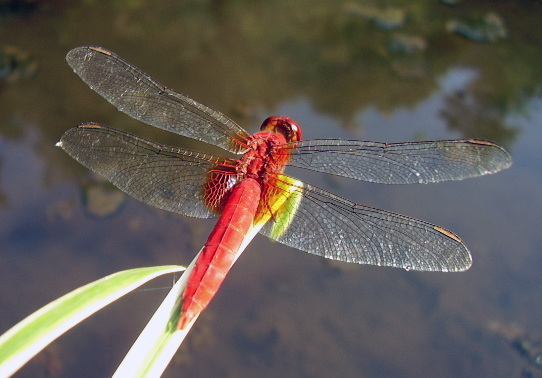
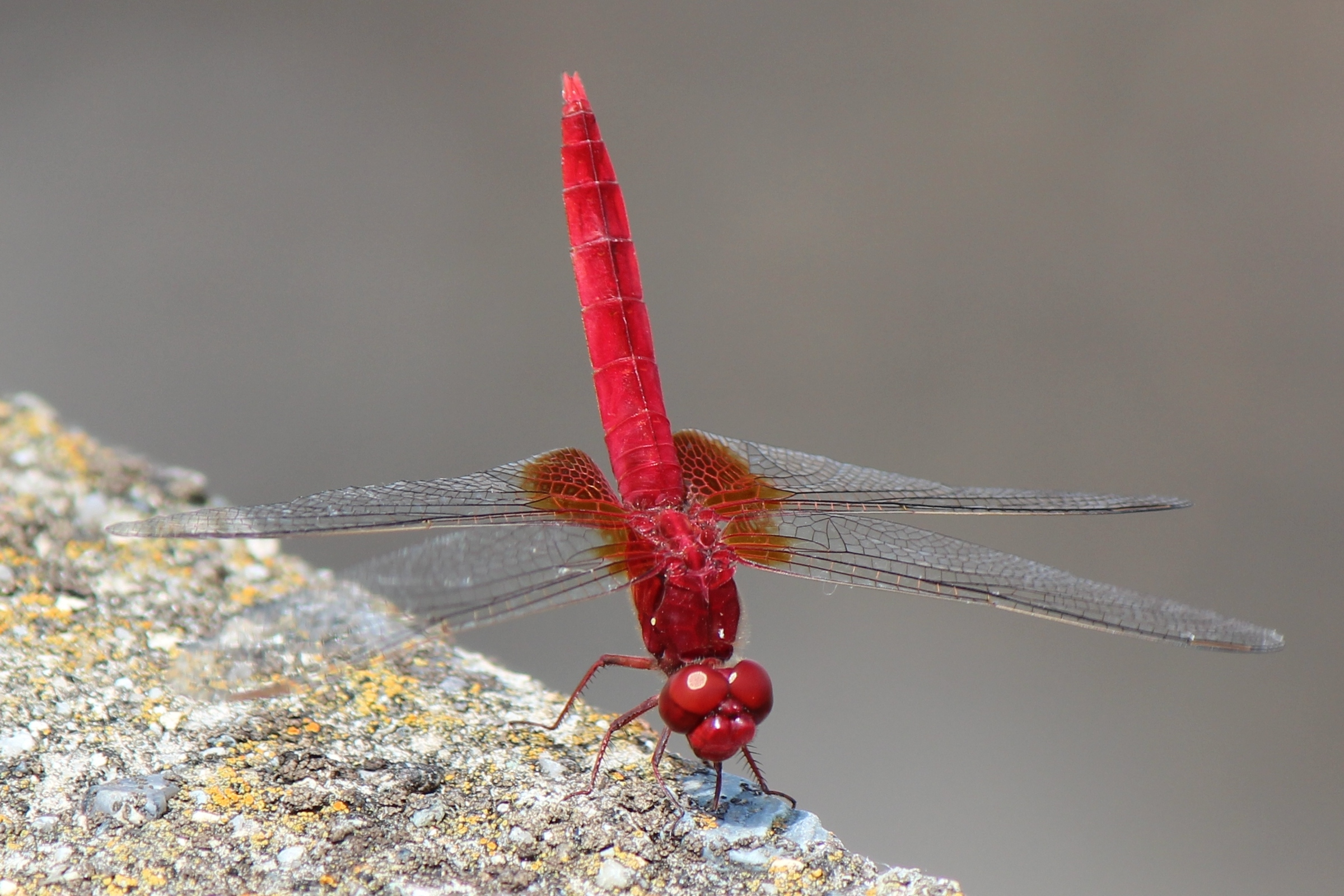
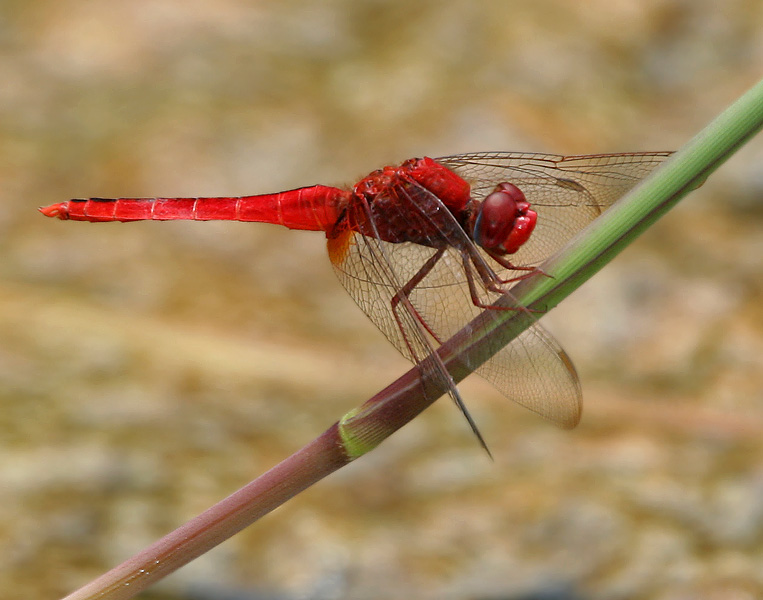
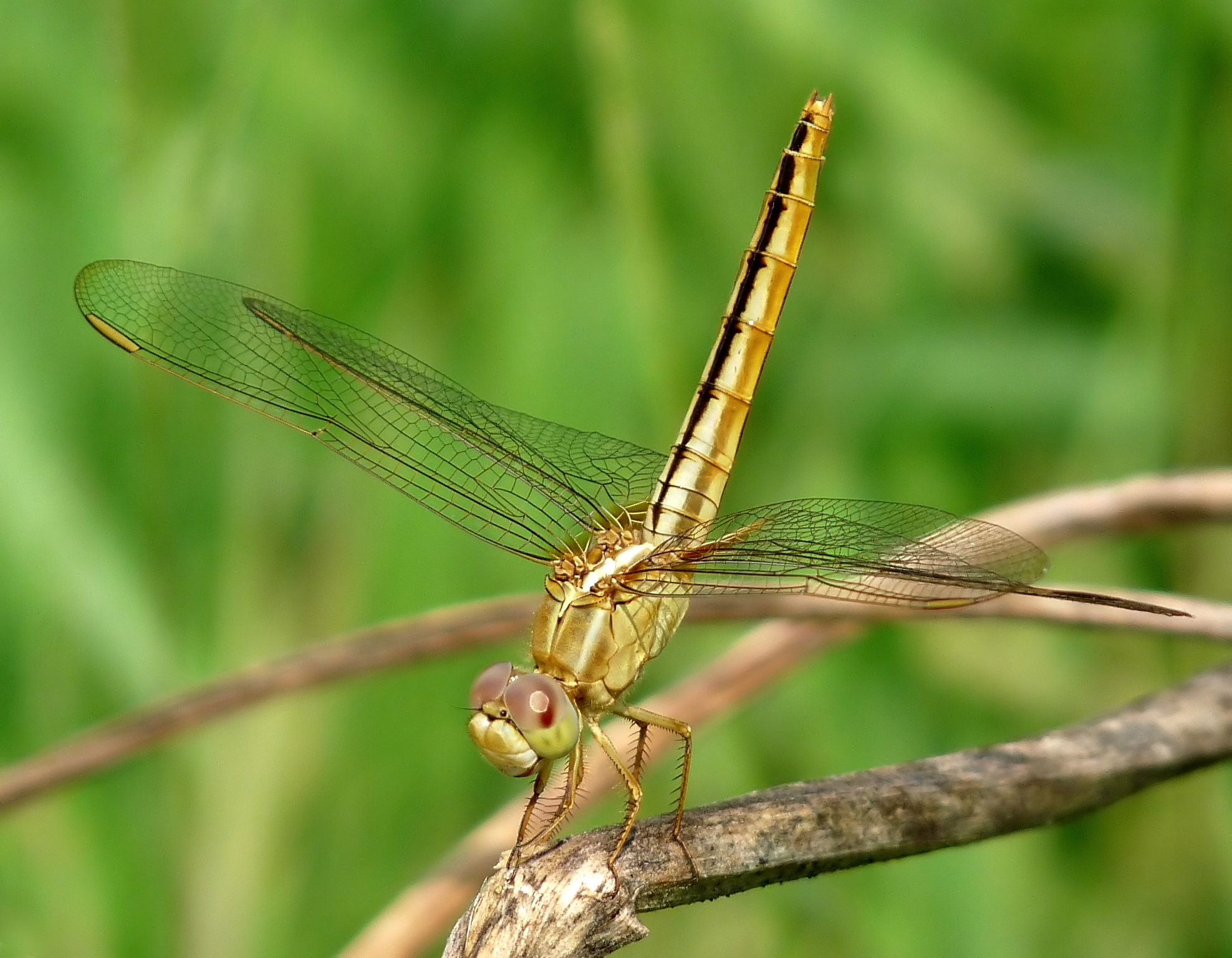